# Negrini
Negrini is een historisch merk van motorfietsen.
Moto Negrini, later Mauro Negrini, Modena. 
Italiaans merk dat vanaf 1954 lichte motorfietsen en bromfietsen maakte met motoren van 48- tot 123 cc, onder andere van Franco Morini. Het merk bestond in 1975 nog, maar waarschijnlijk eindigde de productie kort daarna.